# Gilbert Paul Jordan
Gilbert Paul Jordan (nacido Gilbert Paul Elsie; 12 de diciembre de 1931 - 7 de julio de 2006), conocido como El barbero borracho, fue un asesino en serie canadiense que se cree que cometió los llamados "asesinatos por alcohol" en Vancouver, Columbia Británica.

## Antecedentes
Jordan, ex barbero, fue vinculado con la muerte de entre ocho y diez mujeres entre 1965 y 1988; Fue el primer canadiense conocido en utilizar alcohol como arma homicida. Los extensos antecedentes penales de Jordan comenzaron en 1952 e incluyen condenas por violación, atentado al pudor, secuestro, atropello y fuga, conducción en estado de ebriedad y robo de coches.
En 1976, Jordan fue examinado por el Dr. Tibor Bezeredi como parte de un procedimiento judicial. Bezeredi diagnosticó a Jordan con una personalidad antisocial, definida por Bezeredi como "una persona cuya conducta está inadaptada en términos de comportamiento social; desprecio por los derechos de los demás que a menudo resulta en actividades ilegales".

## Asesinatos
Se cree que Jordan comenzó los asesinatos en serie en 1965. Se le considera un asesino en serie ya que se le vinculó con la muerte de entre ocho y diez mujeres, pero sólo fue condenado por el homicidio involuntario de una mujer. Sus víctimas fueron mujeres de las Primeras Naciones en el centro este de Vancouver. Por lo general, encontraba mujeres en los bares, les compraba bebidas o les pagaba por tener sexo y las animaba a beber con él. Cuando se desmayaban, les echaba licor en la garganta. Las muertes resultantes fueron reportadas como intoxicación por alcohol y la policía prestó poca atención, porque algunas de sus víctimas padecían alcoholismo. Aunque los periódicos a menudo describían a las mujeres como trabajadoras sexuales, no todas estaban involucradas en el trabajo sexual. Jordan era conocido por beber más de 50 onzas de vodka cada día.
La primera mujer que murió por intoxicación alcohólica mientras estaba en la empresa de Jordan fue en 1965. Como se convertiría en un patrón, una telefonista, Ivy Rose, fue encontrada desnuda y muerta en un hotel de Vancouver. Su nivel de alcohol en sangre era de 0,51. No se presentaron cargos.
Los procedimientos judiciales muestran que "buscó aproximadamente 200 mujeres por año para episodios de borrachera que abarcaron el período de 1980 a 1988. También buscaba gratificación sexual".  Además, la Corona proporcionó pruebas de que Jordania estaba vinculada con la muerte de otras seis mujeres de las Primeras Naciones. Evidencia de hechos similares mostró que Jordan había estado con las siguientes mujeres en el momento de sus muertes:
- Mary Johnson, 30 de noviembre de 1980, en el Hotel Aylmer. Nivel de alcohol en sangre: 0,34.
- Barbara Paul, 11 de septiembre de 1981, en el hotel Glenaird. Nivel de alcohol en sangre: 0,41.
- Mary Johns, 30 de julio de 1982, en 2503 Kingsway (su barbería) Nivel de alcohol en sangre: .76
- Patricia Thomas, 15 de diciembre de 1984, en 2503 Kingsway (su barbería) Nivel de alcohol en sangre: .51
- Patricia Andrew, 28 de junio de 1985, en 2503 Kingsway (su barbería) Nivel de alcohol en sangre: .79
- Vera Harry, 19 de noviembre de 1986, en el Hotel Clifton. Nivel de alcohol en sangre: 0,04.

## Investigación
El 12 de octubre de 1987, Vanessa Lee Buckner fue encontrada desnuda en el suelo del Hotel Niágara después de una noche bebiendo con Jordan. Existe cierto debate sobre la víctima. Algunas fuentes indican que era una mujer blanca, no bebedora empedernida ni trabajadora sexual. Sin embargo, los registros oficiales de la corte describen la muerte de Buckner como resultado de que Jordan "suministró una cantidad letal de licor a una mujer alcohólica, que murió como resultado". Buckner había perdido recientemente la custodia de su bebé recién nacido, que había nacido con dependencia de drogas. Ella "era alcohólica y consumidora de diversos tipos de drogas". Las huellas dactilares de Jordan fueron encontradas y vinculadas con la muerte de Buckner. Un mes después de su muerte, otra mujer, Edna Shade, fue encontrada muerta en otro hotel.
Después de ser interrogado, Jordan no fue acusado de ningún delito relacionado con la muerte de Buckner. Sin embargo, la policía inició una vigilancia en Jordania. Entre el 12 de octubre y el 26 de noviembre de 1987, la policía lo observó "buscar mujeres indias nativas en la zona de los barrios bajos de Vancouver. En cuatro ocasiones diferentes [la policía] rescataron a la mujer involucrada antes de que ella también se convirtiera en víctima". Esas mujeres fueron:
- Rosemary Wilson, 20 de noviembre de 1987, en el Hotel Balmoral, Nivel de alcohol en sangre: .52
- Verna Chartrand, 21 de noviembre de 1987, en el Hotel Pacific, Nivel de alcohol en sangre: .43
- Sheila Joe, 25 de noviembre de 1987, en el Hotel Rainbow. Nivel de alcohol en sangre: desconocido.
- Mabel Olson, 26 de noviembre de 1987, en el Hotel Pacific. Nivel de alcohol en sangre: desconocido.

Según los registros judiciales, la policía que escuchaba fuera de las habitaciones del hotel escuchó a Jordan decir cosas como:
"Toma un trago, baja por la escotilla, bebé, 20 dólares si te lo bebes hasta el fondo; mira si eres una mujer de verdad; termina ese trago, termina ese trago, baja por la escotilla, date prisa, baja; necesitas otro trago, yo Te daré 50 dólares si puedes aceptarlo; te daré 10, 20, 50 dólares, lo que quieras, vamos, quiero ver cómo lo entiendes todo; si lo entiendes bien, te lo daré. tú los 50 dólares y los 13 dólares; te doy 50 dólares. Te lo dije. Si terminas eso te doy $75; termina tu bebida, te doy $20..."

## Condenas y arrestos
Esta evidencia de hecho similar fue importante en el juicio de 1988. Jordan fue juzgado solo ante un juez. El juez Bouck declaró a Jordan culpable de homicidio involuntario por la muerte de Buckner. Fue sentenciado a quince años de prisión, pero fue reducido a nueve años en apelación.
Jordan cumplió seis años por la condena por homicidio involuntario. Después de su liberación, fue puesto en libertad condicional que lo restringió a la isla de Vancouver. En junio de 2000, fue acusado de agresión sexual, agresión, negligencia que provocó daños corporales y administración de una sustancia nociva: el alcohol. En 2000, Jordan intentó cambiar su nombre a Paul Pearce. En ese momento, un cambio de nombre en Columbia Británica no requería huellas dactilares ni una verificación criminal. Una vez cerrada la laguna jurídica, abandonó la solicitud.
Jordan fue arrestado nuevamente, en 2002, por incumplimiento de la libertad condicional porque lo encontraron bebiendo y en presencia de una mujer mientras estaba en posesión de alcohol. Fue declarado culpable y sentenciado a 15 meses de cárcel, seguidos de tres años de libertad condicional y condiciones estrictas.
Sin embargo, el 11 de agosto de 2004, fue arrestado en Winnipeg por violar esa orden de libertad condicional por un incidente en el Hotel York en Swift Current, Saskatchewan, el 9 de agosto de 2004. Había sido identificado como cómplice de borracheras. con Barb Burkley. Burkley residía en el hotel desde hacía mucho tiempo y tenía un grave problema con la bebida. Burkley fue llevada al hospital por su amiga y empleada del hotel, Cathy Waddington, quien había descubierto a Burkley en muy malas condiciones. Waddington identificó que Jordan estaba allí, pero fue absuelto de esos cargos en 2005. Tras su liberación, la policía emitió una advertencia pública.
Jordan murió en 2006.

### Advertencia policial
El 3 de febrero de 2005, el Departamento de Policía de Saanich emitió una alerta advirtiendo al público que tuviera cuidado con el recién liberado Jordan:
JORDANIA, Gilbert Paul, 73 años, es el tema de esta alerta. JORDAN mide 175 cm (5'9") de alto y pesa 79 kg (174 lb) [sic]. Es parcialmente calvo, tiene cabello gris y perilla gris. Tiene ojos azules y usa anteojos. JORDAN se encuentra actualmente en el área de Victoria, pero no tiene dirección fija. JORDAN tiene antecedentes penales importantes que incluyen homicidio involuntario y agresión indecente a una mujer. Utiliza alcohol para atraer a sus víctimas. El grupo de víctimas objetivo de JORDAN son mujeres adultas. JORDAN está sujeto a condiciones ordenadas por el tribunal, que incluyen:
- Abstenerse absolutamente del consumo de alcohol.
- No estar en compañía de ninguna persona o personas femeninas en ningún lugar donde esa persona o personas consuman o posean alcohol.

Si observa que el sujeto viola cualquiera de las condiciones anteriores, llame al Departamento de Policía de Saanich al 475-4321, 911 o a su agencia de policía local. Si tiene preguntas sobre el proceso de notificación pública, comuníquese con la División Correccional de BC al 250-387-6366.

## Impacto cultural
Jordan fue el tema del programa de televisión canadiense de 1997 Anexo A: Secretos de la ciencia forense en un episodio llamado "Dead Drunk". El programa describía el trabajo forense utilizado para condenarlo en 1988.
Una dramatización, The Unnatural and Accidental Women fue escrita por la dramaturga de Vancouver Marie Clements y representada, entre otros lugares, en Buddies in Bad Times Theatre en Toronto (2004). En la obra, el escritor se centró en la historia de las víctimas en un intento de reparar el fracaso de los medios de comunicación en ese sentido.
Más tarde, Clements adaptó su obra al guion del largometraje Unnatural & Accidental, que se estrenó en el Festival Internacional de Cine de Toronto de 2006.
Jordan y sus crímenes sirvieron de inspiración para los primeros episodios de La clave Da Vinci. La serie policial, ambientada en Vancouver, retrata a un asesino en serie que utiliza el alcohol como arma homicida y acecha a mujeres involucradas en el trabajo sexual. La descripción se apartó de los hechos al hacer que el asesino muriera antes de que pudieran ser arrestados; fue asesinado por el hermano de una de sus víctimas, y un detective le reveló su identidad.

### Otras lecturas
- Clements, Marie (2005). The Unnatural and Accidental Women. Talon Books. ISBN 0-88922-521-4.
- Death by Alcohol. The Vancouver Sun Special Report. octubre de 1987. pp. A1-13.
- Rose, Chris (20 de octubre de 1988). Alcohol defense a surprise, man says. The Vancouver Sun. p. A8.
- Rose, Chris (7 de octubre de 1988). Barber linked to drink deaths, trial told. The Vancouver Sun. p. A10.
- Rose, Chris (8 de octubre de 1988). Death trial told of money-to-drink-offer. The Vancouver Sun. p. A1.
- Race bias charged in [GPJ] case. The Vancouver Sun. 22 de octubre de 1987. p. A1.

- Datos: Q3105818